# Aureliano Sánchez Arango

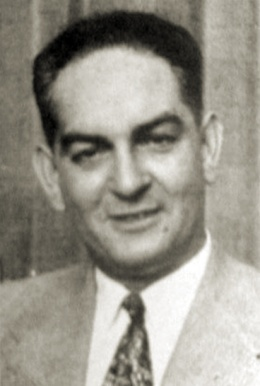
Aureliano Sánchez Arango

Aureliano Sánchez Arango (* 7. Juni 1907 in Havanna; † 1976 in Miami) war Erziehungsminister unter Präsident Carlos Prío in Kuba.

## Leben
Aureliano Sánchez Arango studierte Rechtswissenschaft und stand in Opposition zu Gerardo Machado y Morales (1925–1933), später war er Professor für Rechtswissenschaft an der Universität von Havanna.
Sánchez Arango war Mitglied der Partido Revolucionario Cubano (Auténticos). Er wurde vom Gründer der Partido del Pueblo Cubano (Ortodoxos), Eduardo Chibás, im Fernsehsender CMQ (der Brüder Goar y Abel Mestre Espinosa) beschuldigt, sich mit Geldern für die Schulspeisung ein Grundstück in Guatemala gekauft zu haben. Sánchez Arango ließ über befreundete Journalisten dem Herausgeber der Zeitung Revista Bohemia kompromittierende Fotos von Prío anbieten. Chibás Rivas behauptete deshalb, er habe Beweise, dass sich Prío Socarrás ohne Erlaubnis des Parlamentes außerhalb von Kuba aufgehalten habe. Sánchez Arango forderte Chibás auf, die Beweise vorzulegen. Als er die Beweise nicht vorlegen konnte, schoss sich Chibás nach einer kurzen Ansprache über den Sender am 5. August 1951 in den Bauch und verstarb 10 Tage später an den Verletzungen.
1952, in der Regierungszeit von Fulgencio Batista, gründete Sánchez Arango die Frente Nacional Democrático. Aus dieser spaltete sich 1954 die Asociación de Amigos de Aureliano ab.
Sánchez Arango gab einen wesentlichen Anteil zur Finanzierung der Expedition der Motoryacht Granma, bei der 82 Revolutionäre der „Bewegung des 26. Juli“ unter Führung von Fidel Castro am 25. November 1956 von Tuxpan (Mexiko) nach Kuba übersetzten, um das Batista-Regime zu stürzen.

## Biografischer Dokumentarfilm
Olga María Braceras, Juan Cobas und Francisco Escobar produzierten den biografischen Dokumentarfilm Aureliano.